# Eucnide chiapasana
Eucnide chiapasana är en brännreveväxtart som beskrevs av Billie Lee Turner. Eucnide chiapasana ingår i släktet Eucnide och familjen brännreveväxter. Inga underarter finns listade i Catalogue of Life.